# Yaylımlı, Akçadağ
Yaylımlı là một xã thuộc huyện Akçadağ, tỉnh Malatya, Thổ Nhĩ Kỳ. Dân số thời điểm năm 2011 là 277 người.